# Lillandet
Lillandet (finnois : Pikku-Nauvo) est une île de l'archipel de Turku à Pargas en Finlande.

## Géographie
Lillandet est la plus petite des îles principales de Nagu. 
La superficie de l'île est de 38 kilomètres carrés,.
Il y a une liaison par traversier vers l'île depuis Parainen et une liaison par le pont routier  de la Seututie 180 vers Storlandet.